# Talp daurat gegant
El talp daurat gegant (Chrysospalax trevelyani) és una espècie amenaçada de talp daurat. El seu hàbitat natural són els boscos de la província del Cap Oriental de Sud-àfrica.